# Khora (Uttar Pradesh)
Khora es una ciudad censal situada en el distrito de Ghaziabad en el estado de Uttar Pradesh (India). Su población es de 190005 habitantes (2011). Se encuentra a 13 km de Nueva Delhi.

## Demografía
Según el censo de 2011 la población de Khora era de 190005 habitantes, de los cuales 102574 eran hombres y 87431 eran mujeres. Khora tiene una tasa media de alfabetización del 83,44%, superior a la media estatal del 67,68%: la alfabetización masculina es del 90,51%, y la alfabetización femenina del 75,15%.